# خطط الإمبراطورية الألمانية لغزو الولايات المتحدة

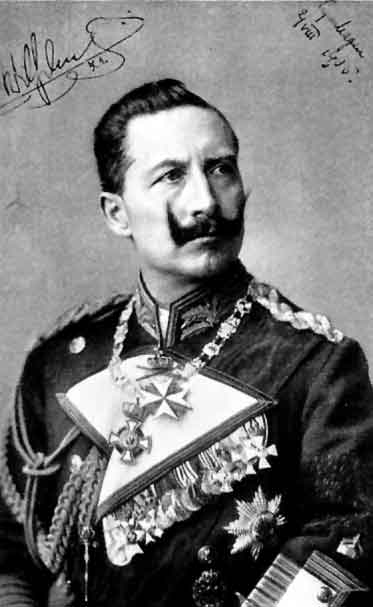
القيصر الألماني فيلهلم الثاني

وُضعت خطط الإمبراطورية الألمانية لغزو الولايات المتحدة بأمر من القيصر الألماني فيلهلم الثاني بين عامي 1897 و1903. وأعرب عن عدم نيته غزو الولايات المتحدة إنما فقط الحد من نفوذها. كان من المفترض للغزو المخطط له أن يجبر الولايات المتحدة على المساومة من موقف ضعيف وقطع صلاتها الاقتصادية والسياسية المتنامية في المحيط الهادئ ومنطقة البحر الكاريبي وأمريكا الجنوبية كي يتسنى للنفوذ الألماني أن يزداد هناك. وضع صغار الضباط خططًا مختلفة، لكن لم يتم النظر في أي منها بجدية وأُسقط المشروع عام 1906.
وُضعت الخطة الأولى في شتاء 1897-1898 من قِبل الملازم إيبرهارد فون مانتي، واستهدفت أساسًا القواعد البحرية الأمريكية في هامبتون رودز للحد من وتقييد البحرية الأمريكية وتهديد واشنطن العاصمة.
في مارس 1899، بعد المكاسب الكبيرة التي حققتها الولايات المتحدة في الحرب الأمريكية الإسبانية، بُدِّلت الخطة للتركيز على غزو بري لمدينة نيويورك وبوستن. في أغسطس 1901، تجسس الملازم هوبير فون ريبيور-باويتز على المناطق المستهدفة وقدم تقارير حولها.
وضعت خطة ثالثة في نوفمبر 1903 من قِبَل ضابط الأركان البحري فيلهلم بوكسل، الذي أطلق عليها اسم خطة العمليات 3، مع إدخال تعديلات طفيفة على مواقع الهبوط البرمائية والأهداف التكتيكية الفورية.
توسعت البحرية الإمبراطورية الألمانية، تحت إمرة الأدميرال ألفريد فون تيربيتز، بشكل كبير بين عامي 1898 و1906 بيد أنها لم تكن كبيرة كفايةً لتنفيذ الخطط، وليس هناك ما يشير إلى الخطط قد تم النظر فيها بجدية. الجيش الألماني تحت قيادة المارشال الميداني ألفريد فون شليفن والمسؤول عن ما لا يقل عن 100,000 جندي في الغزو كان على يقين أن الخطة المقترحة آيلة إلى الهزيمة. وقد أُهملت هذه الخطط بشكل دائم في عام 1906 ولم يُعلن بالكامل عنها حتى عام 1970 عند اكتشافها في الأرشيف العسكري الألماني في فرايبورغ (حدثت «إعادة اكتشاف» إضافية عام 2002).
يضع المسؤولون العامون لجميع القوى الكبرى خططًا افتراضية للحرب. والهدف الرئيسي هو تقدير حجم الموارد اللازمة لتنفيذها حتى لا يضيع وقت ثمين في تطويرها إذا ما وقعت الأزمة. وبما أن جميع الدول تقوم بذلك بصورة روتينية، فليس هناك شعور بأن الخطط التي وضعها صغار المسؤولين كان لها أي تأثير على صنع القرار على الصعيد الوطني. ومعظم الخطط لا تغادر وزارة الحرب أبدًا.

## خلفية
دخلت ألمانيا سباق الإمبريالية متأخرة، هذا السباق كان جاريًا بالفعل على قدم وساق عندما تم توحيد البلاد في عام 1871. أرادت ألمانيا، شأنها في ذلك شأن القوى الأوروبية الأخرى، أن تتمتع بشرف ومكانة امتلاك إمبراطورية استعمارية. وكانت السياسة الخارجية الألمانية في تلك الفترة شديدة القومية؛ وتحولت من الواقعية السياسية إلى السياسة العالمية الأكثر عدوانية في محاولة لتوسيع الإمبراطورية الألمانية.

## الخطة الأولى
تمثلت خطة ألمانيا الأولى بمهاجمة القوة البحرية على الساحل الشرقي للولايات المتحدة وبالتالي كسب حرية التصرف المطلقة لإنشاء قاعدة بحرية ألمانية في منطقة البحر الكاريبي، والتفاوض على قاعدة بحرية أخرى في المحيط الهادئ. وقد كُلف الملازم البحري إيبرهارد فون مانتي (الأدميرال في وقت لاحق ومؤرخ بحري) بمهمة وضع الخطط. بدأ مانتي، الذي كان عمره آنذاك 28 عامًا، العمل على الخطط في أواخر عام 1897 وعمل خلال فصل الشتاء حتى عام 1898. كان يُشار إلى الخطط السرية باسم «مراسلات الشتاء» لمانتي. وبدعم من القيصر، رسم تيربيتز خطة لإنشاء بحرية جديرة بطموحات ألمانيا الإمبراطورية، سُميت خطة تيربيتز. أمر القيصر بسلسلة من التوسعات البحرية أطلق عليها جمعيًا اسم قوانين البحرية الألمانية للاقتراب من تحقيق هدفه. بدأت البحرية الألمانية الإمبراطورية بالفعل ببناء سفن حربية جديدة قوية كفئة سفن قيصر فريدريش الثالث التي كان من المقرر اكتمالها بحلول 1902.
دعت أول خطة للغزو الألماني للولايات المتحدة إلى إنشاء أسطول ألماني عظيم للإبحار عبر المحيط الأطلسي والاشتباك وهزيمة الأسطول الأطلسي للبحرية الأمريكية في معركة حاسمة. ثم توجه مدفعية البحرية الألمانية هجومًا على حوض السفن البحري في نورفولك، مركز نيوبورت نيوز الموسع لبناء السفن، وجميع القوات البحرية الأخرى في منطقة هامبتون رودز في فرجينيا. أطلق فون مانتي على هذه المنطقة اسم «النقطة الأكثر حساسية» للدفاعات الأمريكية وإن إضعافها من شأنه أن يجبر الولايات المتحدة على التفاوض. كان من المقرر أن يستهدف هجوم آخر حوض بورتسموث البارز لبناء السفن البحرية الموجود عند تقاطع ولايتي مين ونيوهامبشير. رأى فون مانتي أن دفاعات ميناء نيويورك كانت متينة جدًا بوجود حصون مجهزة بأسلحة قوية مضادة للسفن، متينة كفايةً لاستبعادها كهدف رئيسي. وبمجرد إضعاف أهم أحواض السفن البحرية في أمريكا، تبقى فرق المهام البحرية الألمانية في مواقع الحصار البحري القيادية في حين يلتقي فريق تفاوض ألماني بمسؤولين حكوميين أمريكيين لينتزعوا منهم أية مطالب يحددها القيصر.
رأى القيصر صعوبة في تمويل السفن الباهظة الثمن التي أرادها، وأُرجئت الخطط أيضًا أو أُهملت تلك المتعلقة بالطائرات المدرعة بعيدة المدى اللازمة لدعم الأسطول في الاشتباكات الكبرى. وفي الوقت نفسه، اندلعت الحرب الإسبانية الأميركية في عام 1898 مع تحرك الولايات المتحدة في منطقة البحر الكاريبي والمحيط الهادئ. في عام 1899 سيطرت الولايات المتحدة على بورتوريكو، وأصبحت كوبا التي ستستقل قريبًا تحت النفوذ الاقتصادي الأمريكي. وأُحبطت الخطط الألمانية لإنشاء قاعدة كاريبية.

## الخطة الثانية
في مارس 1899، عندما كان من الواضح أن الولايات المتحدة كانت على وشك السيطرة على القواعد الكاريبية المأمولة من بورتوريكو وكوبا، أمر القيصر بإعادة رسم خطط الغزو من قِبل فون مانتي. وبدلًا من إضعاف أحواض السفن المهمة، تضمنت الخطة الجديدة غزو بري ثنائي الجبهات لمدينة نيويورك وبوسطن. من المقرر لنحو 60 سفينة حربية وقافلة ضخمة مؤلفة من 40-60 مقطورة بضائع وناقلة جند محملة بـ 75 ألف طن قصير (68 ألف طن) من الفحم و100 ألف جندي وكمية كبيرة من مدفعية الجيش أن تعبر المحيط الأطلسي في غضون 25 يوم. بعد معركة بحرية حاسمة للحصول على التفوق البحري، من المقرر إنزال القوات الألمانية في كيب كود مسلحة بالمدفعية. الوحدات البرية ستتقدم عندها نحو بوسطن وتطلق النار في المدينة. سيتطلب الهجوم البالغ الأهمية على نيويورك سرعة عالية للنجاح: إذ سيبدأ بإنزال القوات في شبه جزيرة ساندي هوك بولاية نيو جيرسي، في حين تعمل السفن الحربية على تقليص تحصينات الميناء، بالأخص حصن هاملتون وحصن تومبكينز. وبعد ذلك، تتقدم السفن الحربية إلى مانهاتن ومناطق أخرى من نيويورك على أمل أن تتسبب بالذعر لدى المدنيين الأمريكيين.
في ديسمبر 1900، قرر القيصر أنه من الأفضل تنفيذ الخطة الثانية بدءًا من قاعدة في كوبا بدلًا من الإبحار من ألمانيا. وهذا التطور المثير للدهشة بعث على الانزعاج لدى هيئة الأركان العامة في بلده لأن هكذا قاعدة تحتاج أولًا أن تؤخذ بالقوة. أبلغ الأدميرال أوتو فون ديديريختش القيصر أن البحرية الألمانية أصبحت الآن أقوى من البحرية الأمريكية، لذلك كان الأمر متروك للجيش لحل مشكلة إستراتيجية البر. كان الجنرال ألفريد فون شليفن متشككًا حول المشروع بالكامل؛ وأبلغ القيصر بأن قوة قوامها 100 ألف جندي «ستكون كافية على الأرجح». اعتقد فون ديديريختش أن فون شليفن كان يتعامل «بذكاء» مع القيصر، ويقدم ردًا يبدو إيجابيًا لكنه مستحيل التنفيذ، إذ لم يكن هناك حتى ملاحة بحرية ألمانية كافية لنقل 100 ألف جندي مع معداتهم.